# Jebak
Jebak is een bestuurslaag in het regentschap Batang Hari van de provincie Jambi, Indonesië. Jebak telt 1606 inwoners (volkstelling 2010).